# 브루나이 축구 국가대표팀
브루나이 축구 국가대표팀(말레이어: Pasukan bola sepak kebangsaan Brunei)은 브루나이를 대표하는 축구 국가대표팀으로 브루나이 축구 협회에서 관리하며 아시아 축구 최약체로 평가되는 팀들 중 하나에 속한다. 현재 술탄 하사날 볼키아 스타디움을 사용하고 있으며 1971년 5월 22일 말레이시아와의 친선 경기에서 국제 A매치 데뷔전을 가졌다.

## 국제 대회 경력

### FIFA 월드컵
2018년 FIFA 월드컵 아시아 지역 1차 예선 1차전에서 대만을 1-0으로 꺾고 월드컵 아시아 지역 예선 첫 승을 챙겼고 2022년 FIFA 월드컵 아시아 지역 1차 예선 2차전에서도 몽골을 2-1로 꺾었으나 모두 2차 예선과는 아쉽게도 인연을 맺지 못했다.

### AFC 아시안컵
2026년 FIFA 월드컵 아시아 지역 1차 예선 탈락팀 자격으로 참가한 2027년 AFC 아시안컵 예선 플레이오프에서 2016년 AFC 솔리대리티컵 4강 상대였던 마카오를 1·2차전 합계 4-0으로 완파하며 8년 전 패배 설욕과 함께 사상 첫 아시안컵 최종 예선 진출에 성공했다.

### AFC 챌린지컵
AFC 챌린지컵에는 2006년 대회에 유일하게 출전하여 1승 1무 1패로 네팔과 동률을 이뤘음에도 골득실차에서 밀리면서 B조 3위로 8강 진출에 실패했으나 대회 9위로 조별리그 탈락 8팀 가운데 가장 좋은 성적을 거두었다. 그러나 이후 마지막 대회 때까지 한번도 이 대회 본선에 나서지 못했고 이 대회 통산 순위에서도 21팀 가운데 15위를 기록했다.

### 아세안 챔피언십
첫 출전한 1996년 대회에서 1승 2패·B조 꼴찌로 조별리그에서 탈락한 이후 2020년 대회까지 출전하지 못하다가 2022년 대회를 통해 26년만에 아세안 챔피언십 본선에 합류했으나 4전 전패·A조 최하위로 또 다시 조별리그 탈락의 쓴 맛을 봤다.

### AFC 솔리대리티컵
2018년 FIFA 월드컵 아시아 지역 1차 예선 탈락팀 자격으로 참가한 2016년 초대 대회이자 마지막 대회에서 4위를 차지하면서 브루나이 축구 역사상 AFC 주관 대회는 물론 모든 공식 국제 대회를 통틀어 가장 좋은 성적을 거두었다.

## 기타 국제 대회 경력
보르네오컵에서는 4번의 우승컵을 차지했고 1985년 브루나이 메르데카 경기 대회에서는 은메달을 획득했으며 1993년 필리핀 국제 축구 대회에서는 3위를 차지했다.

## FIFA 월드컵 (본선)
| 년도   | 결과                        | 순위                        | 경기                        | 승                          | 무*                         | 패                          | 득점                        | 실점                        | 승점                        |
| ------ | --------------------------- | --------------------------- | --------------------------- | --------------------------- | --------------------------- | --------------------------- | --------------------------- | --------------------------- | --------------------------- |
| 1930년 | 독립 이전                   | 독립 이전                   | 독립 이전                   | 독립 이전                   | 독립 이전                   | 독립 이전                   | 독립 이전                   | 독립 이전                   | 독립 이전                   |
| 1934년 | 독립 이전                   | 독립 이전                   | 독립 이전                   | 독립 이전                   | 독립 이전                   | 독립 이전                   | 독립 이전                   | 독립 이전                   | 독립 이전                   |
| 1938년 | 독립 이전                   | 독립 이전                   | 독립 이전                   | 독립 이전                   | 독립 이전                   | 독립 이전                   | 독립 이전                   | 독립 이전                   | 독립 이전                   |
| 1950년 | 독립 이전                   | 독립 이전                   | 독립 이전                   | 독립 이전                   | 독립 이전                   | 독립 이전                   | 독립 이전                   | 독립 이전                   | 독립 이전                   |
| 1954년 | 독립 이전                   | 독립 이전                   | 독립 이전                   | 독립 이전                   | 독립 이전                   | 독립 이전                   | 독립 이전                   | 독립 이전                   | 독립 이전                   |
| 1958년 | 독립 이전                   | 독립 이전                   | 독립 이전                   | 독립 이전                   | 독립 이전                   | 독립 이전                   | 독립 이전                   | 독립 이전                   | 독립 이전                   |
| 1962년 | 독립 이전                   | 독립 이전                   | 독립 이전                   | 독립 이전                   | 독립 이전                   | 독립 이전                   | 독립 이전                   | 독립 이전                   | 독립 이전                   |
| 1966년 | 독립 이전                   | 독립 이전                   | 독립 이전                   | 독립 이전                   | 독립 이전                   | 독립 이전                   | 독립 이전                   | 독립 이전                   | 독립 이전                   |
| 1970년 | 독립 이전                   | 독립 이전                   | 독립 이전                   | 독립 이전                   | 독립 이전                   | 독립 이전                   | 독립 이전                   | 독립 이전                   | 독립 이전                   |
| 1974년 | 독립 이전                   | 독립 이전                   | 독립 이전                   | 독립 이전                   | 독립 이전                   | 독립 이전                   | 독립 이전                   | 독립 이전                   | 독립 이전                   |
| 1978년 | 독립 이전                   | 독립 이전                   | 독립 이전                   | 독립 이전                   | 독립 이전                   | 독립 이전                   | 독립 이전                   | 독립 이전                   | 독립 이전                   |
| 1982년 | 독립 이전                   | 독립 이전                   | 독립 이전                   | 독립 이전                   | 독립 이전                   | 독립 이전                   | 독립 이전                   | 독립 이전                   | 독립 이전                   |
| 1986년 | 예선 탈락                   | 예선 탈락                   | 예선 탈락                   | 예선 탈락                   | 예선 탈락                   | 예선 탈락                   | 예선 탈락                   | 예선 탈락                   | 예선 탈락                   |
| 1990년 | 불참                        | 불참                        | 불참                        | 불참                        | 불참                        | 불참                        | 불참                        | 불참                        | 불참                        |
| 1994년 | 불참                        | 불참                        | 불참                        | 불참                        | 불참                        | 불참                        | 불참                        | 불참                        | 불참                        |
| 1998년 | 불참                        | 불참                        | 불참                        | 불참                        | 불참                        | 불참                        | 불참                        | 불참                        | 불참                        |
| 2002년 | 예선 탈락                   | 예선 탈락                   | 예선 탈락                   | 예선 탈락                   | 예선 탈락                   | 예선 탈락                   | 예선 탈락                   | 예선 탈락                   | 예선 탈락                   |
| 2006년 | 불참                        | 불참                        | 불참                        | 불참                        | 불참                        | 불참                        | 불참                        | 불참                        | 불참                        |
| 2010년 | 불참                        | 불참                        | 불참                        | 불참                        | 불참                        | 불참                        | 불참                        | 불참                        | 불참                        |
| 2014년 | 불참(FIFA 회원국 자격 정지) | 불참(FIFA 회원국 자격 정지) | 불참(FIFA 회원국 자격 정지) | 불참(FIFA 회원국 자격 정지) | 불참(FIFA 회원국 자격 정지) | 불참(FIFA 회원국 자격 정지) | 불참(FIFA 회원국 자격 정지) | 불참(FIFA 회원국 자격 정지) | 불참(FIFA 회원국 자격 정지) |
| 2018년 | 예선 탈락                   | 예선 탈락                   | 예선 탈락                   | 예선 탈락                   | 예선 탈락                   | 예선 탈락                   | 예선 탈락                   | 예선 탈락                   | 예선 탈락                   |
| 2022년 | 예선 탈락                   | 예선 탈락                   | 예선 탈락                   | 예선 탈락                   | 예선 탈락                   | 예선 탈락                   | 예선 탈락                   | 예선 탈락                   | 예선 탈락                   |
| 2026년 | 예선 탈락                   | 예선 탈락                   | 예선 탈락                   | 예선 탈락                   | 예선 탈락                   | 예선 탈락                   | 예선 탈락                   | 예선 탈락                   | 예선 탈락                   |
| 합계   |                             |                             |                             |                             |                             |                             |                             |                             |                             |

## FIFA 월드컵 (예선)
| 1930년 | 독립 이전                                   | 독립 이전                                   | 독립 이전                                   | 독립 이전                                   | 독립 이전                                   | 독립 이전                                   | 독립 이전                                   |                                             |                                             |
| 1934년 | 독립 이전                                   | 독립 이전                                   | 독립 이전                                   | 독립 이전                                   | 독립 이전                                   | 독립 이전                                   | 독립 이전                                   |                                             |                                             |
| 1938년 | 독립 이전                                   | 독립 이전                                   | 독립 이전                                   | 독립 이전                                   | 독립 이전                                   | 독립 이전                                   | 독립 이전                                   |                                             |                                             |
| 1950년 | 독립 이전                                   | 독립 이전                                   | 독립 이전                                   | 독립 이전                                   | 독립 이전                                   | 독립 이전                                   | 독립 이전                                   |                                             |                                             |
| 1954년 | 독립 이전                                   | 독립 이전                                   | 독립 이전                                   | 독립 이전                                   | 독립 이전                                   | 독립 이전                                   | 독립 이전                                   |                                             |                                             |
| 1958년 | 독립 이전                                   | 독립 이전                                   | 독립 이전                                   | 독립 이전                                   | 독립 이전                                   | 독립 이전                                   | 독립 이전                                   |                                             |                                             |
| 1962년 | 독립 이전                                   | 독립 이전                                   | 독립 이전                                   | 독립 이전                                   | 독립 이전                                   | 독립 이전                                   | 독립 이전                                   |                                             |                                             |
| 1966년 | 독립 이전                                   | 독립 이전                                   | 독립 이전                                   | 독립 이전                                   | 독립 이전                                   | 독립 이전                                   | 독립 이전                                   |                                             |                                             |
| 1970년 | 독립 이전                                   | 독립 이전                                   | 독립 이전                                   | 독립 이전                                   | 독립 이전                                   | 독립 이전                                   | 독립 이전                                   |                                             |                                             |
| 1974년 | 독립 이전                                   | 독립 이전                                   | 독립 이전                                   | 독립 이전                                   | 독립 이전                                   | 독립 이전                                   | 독립 이전                                   |                                             |                                             |
| 1978년 | 독립 이전                                   | 독립 이전                                   | 독립 이전                                   | 독립 이전                                   | 독립 이전                                   | 독립 이전                                   | 독립 이전                                   |                                             |                                             |
| 1982년 | 독립 이전                                   | 독립 이전                                   | 독립 이전                                   | 독립 이전                                   | 독립 이전                                   | 독립 이전                                   | 독립 이전                                   |                                             |                                             |
| 1986년 | 6                                           | 0                                           | 0                                           | 6                                           | 2                                           | 29                                          | 0                                           |                                             |                                             |
| 1990년 | 불참                                        | 불참                                        | 불참                                        | 불참                                        | 불참                                        | 불참                                        | 불참                                        |                                             |                                             |
| 1994년 | 불참                                        | 불참                                        | 불참                                        | 불참                                        | 불참                                        | 불참                                        | 불참                                        |                                             |                                             |
| 1998년 | 불참                                        | 불참                                        | 불참                                        | 불참                                        | 불참                                        | 불참                                        | 불참                                        |                                             |                                             |
| 2002년 | 6                                           | 0                                           | 0                                           | 6                                           | 0                                           | 28                                          | 0                                           |                                             |                                             |
| 2006년 | 불참                                        | 불참                                        | 불참                                        | 불참                                        | 불참                                        | 불참                                        | 불참                                        |                                             |                                             |
| 2010년 | 불참                                        | 불참                                        | 불참                                        | 불참                                        | 불참                                        | 불참                                        | 불참                                        |                                             |                                             |
| 2014년 | 불참(FIFA 회원국 자격 정지)                 | 불참(FIFA 회원국 자격 정지)                 | 불참(FIFA 회원국 자격 정지)                 | 불참(FIFA 회원국 자격 정지)                 | 불참(FIFA 회원국 자격 정지)                 | 불참(FIFA 회원국 자격 정지)                 | 불참(FIFA 회원국 자격 정지)                 |                                             |                                             |
| 2018년 | 2                                           | 1                                           | 0                                           | 1                                           | 1                                           | 2                                           | 3                                           |                                             |                                             |
| 2022년 | 2                                           | 1                                           | 0                                           | 1                                           | 2                                           | 3                                           | 3                                           |                                             |                                             |
| 2026년 | 2                                           | 0                                           | 0                                           | 2                                           | 0                                           | 12                                          | 0                                           |                                             |                                             |
| 합계   | 18                                          | 2                                           | 0                                           | 16                                          | 5                                           | 74                                          | 6                                           |                                             |                                             |
| 순위   | 월드컵 예선 승점 순위 : 206위 (아시아 46위) | 월드컵 예선 승점 순위 : 206위 (아시아 46위) | 월드컵 예선 승점 순위 : 206위 (아시아 46위) | 월드컵 예선 승점 순위 : 206위 (아시아 46위) | 월드컵 예선 승점 순위 : 206위 (아시아 46위) | 월드컵 예선 승점 순위 : 206위 (아시아 46위) | 월드컵 예선 승점 순위 : 206위 (아시아 46위) | 월드컵 예선 승점 순위 : 206위 (아시아 46위) | 월드컵 예선 승점 순위 : 206위 (아시아 46위) |

## AFC 아시안컵
- 1956년 ~ 1968년 - 비회원국
- 1972년 ~ 1976년 - 예선 탈락
- 1980년 ~ 1996년 - 불참
- 2000년 ~ 2004년 - 예선 탈락
- 2007년 - 불참
- 2011년 - 예선 탈락
- 2015년 - 기권
- 2019년 ~ 2023년 - 예선 탈락
- 2027년 - 미정

### AFC 아시안컵 (예선)
| AFC 아시안컵 예선 기록 | AFC 아시안컵 예선 기록       | AFC 아시안컵 예선 기록       | AFC 아시안컵 예선 기록       | AFC 아시안컵 예선 기록       | AFC 아시안컵 예선 기록       | AFC 아시안컵 예선 기록       | AFC 아시안컵 예선 기록       |
| 년도                   | 경기                         | 승                           | 무*                          | 패                           | 득점                         | 실점                         | 승점                         |
| ---------------------- | ---------------------------- | ---------------------------- | ---------------------------- | ---------------------------- | ---------------------------- | ---------------------------- | ---------------------------- |
| 1956년                 | 비회원국                     | 비회원국                     | 비회원국                     | 비회원국                     | 비회원국                     | 비회원국                     | 비회원국                     |
| 1960년                 | 비회원국                     | 비회원국                     | 비회원국                     | 비회원국                     | 비회원국                     | 비회원국                     | 비회원국                     |
| 1964년                 | 비회원국                     | 비회원국                     | 비회원국                     | 비회원국                     | 비회원국                     | 비회원국                     | 비회원국                     |
| 1968년                 | 비회원국                     | 비회원국                     | 비회원국                     | 비회원국                     | 비회원국                     | 비회원국                     | 비회원국                     |
| 1972년                 | 3                            | 0                            | 0                            | 3                            | 0                            | 27                           | 0                            |
| 1976년                 | 3                            | 0                            | 0                            | 3                            | 1                            | 19                           | 0                            |
| 1980년                 | 기권                         | 기권                         | 기권                         | 기권                         | 기권                         | 기권                         | 기권                         |
| 1984년                 | 기권                         | 기권                         | 기권                         | 기권                         | 기권                         | 기권                         | 기권                         |
| 1988년                 | 불참                         | 불참                         | 불참                         | 불참                         | 불참                         | 불참                         | 불참                         |
| 1992년                 | 불참                         | 불참                         | 불참                         | 불참                         | 불참                         | 불참                         | 불참                         |
| 1996년                 | 불참                         | 불참                         | 불참                         | 불참                         | 불참                         | 불참                         | 불참                         |
| 2000년                 | 3                            | 0                            | 0                            | 3                            | 0                            | 11                           | 0                            |
| 2004년                 | 2                            | 0                            | 1                            | 1                            | 1                            | 6                            | 1                            |
| 2007년                 | AFC 챌린지컵 배정            | AFC 챌린지컵 배정            | AFC 챌린지컵 배정            | AFC 챌린지컵 배정            | AFC 챌린지컵 배정            | AFC 챌린지컵 배정            | AFC 챌린지컵 배정            |
| 2011년                 | AFC 챌린지컵 배정            | AFC 챌린지컵 배정            | AFC 챌린지컵 배정            | AFC 챌린지컵 배정            | AFC 챌린지컵 배정            | AFC 챌린지컵 배정            | AFC 챌린지컵 배정            |
| 2015년                 | AFC 챌린지컵 배정            | AFC 챌린지컵 배정            | AFC 챌린지컵 배정            | AFC 챌린지컵 배정            | AFC 챌린지컵 배정            | AFC 챌린지컵 배정            | AFC 챌린지컵 배정            |
| 2019년                 | 2                            | 1                            | 0                            | 1                            | 1                            | 2                            | 3                            |
| 2023년                 | 2                            | 1                            | 0                            | 1                            | 2                            | 3                            | 3                            |
| 2027년                 | 진행중(플레이오프 예선 전환) | 진행중(플레이오프 예선 전환) | 진행중(플레이오프 예선 전환) | 진행중(플레이오프 예선 전환) | 진행중(플레이오프 예선 전환) | 진행중(플레이오프 예선 전환) | 진행중(플레이오프 예선 전환) |
| 합계                   | 13                           | 1                            | 1                            | 11                           | 3                            | 65                           | 4                            |

## AFC 챌린지컵
| 년도   | 결과          | 경기      | 승        | 무*       | 패        | 득점      | 실점      | 승점      |           |
| ------ | ------------- | --------- | --------- | --------- | --------- | --------- | --------- | --------- | --------- |
| 2006년 | 조별리그      | 3         | 1         | 1         | 1         | 2         | 2         | 4         |           |
| 2008년 | 예선 탈락     | 예선 탈락 | 예선 탈락 | 예선 탈락 | 예선 탈락 | 예선 탈락 | 예선 탈락 | 예선 탈락 | 예선 탈락 |
| 2010년 | 예선 탈락     | 예선 탈락 | 예선 탈락 | 예선 탈락 | 예선 탈락 | 예선 탈락 | 예선 탈락 | 예선 탈락 | 예선 탈락 |
| 2012년 | 중도 기권     | 중도 기권 | 중도 기권 | 중도 기권 | 중도 기권 | 중도 기권 | 중도 기권 | 중도 기권 | 중도 기권 |
| 2014년 | 기권          | 기권      | 기권      | 기권      | 기권      | 기권      | 기권      | 기권      | 기권      |
| 합계   | 조별리그(1회) | 3         | 1         | 1         | 1         | 2         | 2         | 4         |           |

## 동남아시아 축구 선수권 대회
| AFF 스즈키컵 기록 | AFF 스즈키컵 기록 | AFF 스즈키컵 기록 | AFF 스즈키컵 기록 | AFF 스즈키컵 기록 | AFF 스즈키컵 기록 | AFF 스즈키컵 기록 | AFF 스즈키컵 기록 | AFF 스즈키컵 기록 | AFF 스즈키컵 기록 |
| 년도              | 결과              | 순위              | 경기              | 승                | 무*               | 패                | 득점              | 실점              | 승점              |
| ----------------- | ----------------- | ----------------- | ----------------- | ----------------- | ----------------- | ----------------- | ----------------- | ----------------- | ----------------- |
| 1996년            | 조별리그          | 8위               | 4                 | 1                 | 0                 | 3                 | 1                 | 15                | 3                 |
| 1998년            | 예선 탈락         | 예선 탈락         | 예선 탈락         | 예선 탈락         | 예선 탈락         | 예선 탈락         | 예선 탈락         | 예선 탈락         | 예선 탈락         |
| 2000년            | 기권              | 기권              | 기권              | 기권              | 기권              | 기권              | 기권              | 기권              | 기권              |
| 2002년            | 불참              | 불참              | 불참              | 불참              | 불참              | 불참              | 불참              | 불참              | 불참              |
| 2004년            | 불참              | 불참              | 불참              | 불참              | 불참              | 불참              | 불참              | 불참              | 불참              |
| 2007년            | 예선 탈락         | 예선 탈락         | 예선 탈락         | 예선 탈락         | 예선 탈락         | 예선 탈락         | 예선 탈락         | 예선 탈락         | 예선 탈락         |
| 2008년            | 예선 탈락         | 예선 탈락         | 예선 탈락         | 예선 탈락         | 예선 탈락         | 예선 탈락         | 예선 탈락         | 예선 탈락         | 예선 탈락         |
| 2010년            | 자격 박탈         | 자격 박탈         | 자격 박탈         | 자격 박탈         | 자격 박탈         | 자격 박탈         | 자격 박탈         | 자격 박탈         | 자격 박탈         |
| 2012년            | 예선 탈락         | 예선 탈락         | 예선 탈락         | 예선 탈락         | 예선 탈락         | 예선 탈락         | 예선 탈락         | 예선 탈락         | 예선 탈락         |
| 2014년            | 예선 탈락         | 예선 탈락         | 예선 탈락         | 예선 탈락         | 예선 탈락         | 예선 탈락         | 예선 탈락         | 예선 탈락         | 예선 탈락         |
| 2016년            | 예선 탈락         | 예선 탈락         | 예선 탈락         | 예선 탈락         | 예선 탈락         | 예선 탈락         | 예선 탈락         | 예선 탈락         | 예선 탈락         |
| 합계              | 1회 진출(1/11)    | 조별리그(1회)     | 4                 | 1                 | 0                 | 3                 | 1                 | 15                | 3                 |

## AFC 솔리대리티컵
| AFC 솔리대리티컵 기록 | AFC 솔리대리티컵 기록 | AFC 솔리대리티컵 기록 | AFC 솔리대리티컵 기록 | AFC 솔리대리티컵 기록 | AFC 솔리대리티컵 기록 | AFC 솔리대리티컵 기록 | AFC 솔리대리티컵 기록 | AFC 솔리대리티컵 기록 | AFC 솔리대리티컵 기록 |
| 년도                  | 결과                  | 순위                  | 경기                  | 승                    | 무*                   | 패                    | 득점                  | 실점                  | 승점                  |
| --------------------- | --------------------- | --------------------- | --------------------- | --------------------- | --------------------- | --------------------- | --------------------- | --------------------- | --------------------- |
| 2016년                | 4강                   | 4위                   | 4                     | 1                     | 1                     | 2                     | 7                     | 7                     | 4                     |
| 합계                  | 1회 출전(1/1)         | 4위(1회)              | 4                     | 1                     | 1                     | 2                     | 7                     | 7                     | 4                     |

## 주요 선수
- 아즈완 알리 라만
- 나집 타리프
- 아즈완 살레
- 하이메 압둘라 니야링
- 유라 인데라 푸테라 유노스